# メアリー・ジョゼフィン・カフリン
メアリー・ジョゼフィン・カフリン（Mary Josephine Coughlin、1897年4月11日 - 1986年4月16日）は、アル・カポネの妻。皆からメエ（Mae）と呼ばれていた。

## 来歴
建設労働者の父親マイケル・カフリンと母親のブリジェット・ゴーマンは、1891年にアメリカに移民してきたアイルランド人。家族はウィニー・メエとミュリエルの2人の姉と弟のデニス（通称ダニー）。
キャロル・ストリートの地下室の小さなクラブで当時19歳のアル・カポネと出会う。アルと出会ったころ、彼女はデパートガールをしていた。
1918年12月4日にアルバート・フランシス・カポネ（通称ソニー）を出産。出産後の12月30日にニューヨーク市ブルックリンのセント・メアリー・スター・オブ・ザ・シー教会で結婚式を行った。この時代はイタリア系とアイルランド系の結婚は珍しかった。メアリーの両親は最初カポネとの結婚は血筋も職業も気に入らず反対していたという。
アル・カポネがマイアミのパーム・アイランドに別荘を買ったときは、姑やアルの兄弟たちと共有ではなかったのでメアはうれしく思った。彼女は隣人に与える印象について気をつかったり、マイアミでは出かける先々で千ドル札を置いてきては商店の店主を喜ばせたりした。しかし、そうした行動が逆に自分たちの正体を暴露することになってしまった。
1986年にフロリダ州のハリウッド・ヒルズ老人ホームで死亡。89歳。
後年になるまでカポネが梅毒にかかっていることも知らなかったという。